# 大日本航空阿蘇号不時着事故
大日本航空阿蘇号不時着事故（だいにっぽんこうくうあそごうふじちゃくじこ）とは、1940年（昭和15年）に発生した日本の民間航空機がエンジントラブルにより尖閣諸島の魚釣島に不時着した航空事故である。

## 事故の概要

### 不時着まで
1940年2月5日、大日本航空のDC-2型旅客機阿蘇号（双発レシプロ機）は、福岡から沖縄県の那覇を経由し台湾の台北に向かう下り便として、福岡を午前10時59分に出発した。那覇には午後2時50分に到着し、午後3時すぎに台北に向け離陸した。阿蘇号には乗員4人（操縦士（黒岩利雄）、航空士、機関士、通信士）と乗客9人が搭乗しており、貨物として郵便物260Kgが搭載されていた。
台湾に向け、東シナ海上空を飛行していたが、後15分飛行すれば尖閣諸島の魚釣島上空に達する地点で突如右エンジンがトラブルを起こした。残された片方のエンジンでなんとしても台北にたどり着くために、乗員は機体重量を軽くしようと荷物の一部を機体から落としたが、高度が徐々に下がり始めてしまった。そのうえ冬のため台湾にたどり着いたとしても日没後に危険な不時着を決行しなければならなくなるため、操縦士は至近の無人島である魚釣島への不時着を決意した。通信士は午後4時55分に台北無電局に「魚釣島に不時着する」と伝えた。
魚釣島上空に達した阿蘇号は不時着する地点を探すために島を一周していたが、高度が100ｍに下がったため島の北海岸の岩と岩の間に午後5時5分に不時着した。

### 救出
不時着の連絡を受けた大日本航空は、台北から同僚機の筑波号を午後6時41分に出発させ捜索に向わせた。魚釣島上空に午後7時55分に到着した筑波号は、海岸で焚火と懐中電灯による合図を確認した。搭乗していた13人全員は無事だった。
不時着の衝撃で阿蘇号の胴体はまっ二つに折れ大破したうえ左翼が波にさらわれてなくなっていたが、乗員乗客に怪我はなく、13人は椰子の葉を集めて焚火をし命綱で波にさらわれないように結び付けていた。翌朝7時55分に筑波号が飛来し生存者に食料や毛布を投下した。また救助のために魚釣島に多くの船舶が向かっていたが、そのうちの慶雲丸が阿蘇号の機体を発見し救助した。乗客は2月8日午前1時に台湾・基隆に到着した。
なお、胴体が真っ二つになるほど大破した機体は、現場にて引き揚げられることなく放置された。